# Perth / Scone
Perth / Scone är en flygplats i Storbritannien.   Den ligger i kommunen Perth and Kinross och riksdelen Skottland, i den norra delen av landet, 600 km norr om huvudstaden London. Perth / Scone ligger 121 meter över havet.
Terrängen runt Perth / Scone är platt åt nordväst, men åt sydost är den kuperad. Runt Perth / Scone är det ganska tätbefolkat, med 54 invånare per kvadratkilometer. Närmaste större samhälle är Perth, 7,3 km sydväst om Perth / Scone. I omgivningarna runt Perth / Scone växer i huvudsak blandskog.